# ويري أو بويز
ويري أو بويز (بالفرنسية: Wierre-au-Bois)‏ هي بلدية تقع في إقليم باد كاليه من منطقة نور با دو كاليه في شمال فرنسا. تبلغ مساحة هذه المدينة 3.83 (كم²)، وترتفع عن سطح البحر 170 م، يبلغ عدد سكانها 216 نسمة حسب إحصاء المعهد الوطني للإحصاء والدراسات الاقتصادية سنة 2009 م. وترأس Bertrand Flahaut البلدية خلال فترة (2008-2014).